# Росица Живкова
Росица Живкова е поетеса от Айтос. През 2005 г. издава своята първа стихосбирка „Моята истина“, с редактор Димитър Костадинов.
През май 2006 г. в продължение на три седмици участва в шоуто на Иван Гарелов – „Вот на доверие“, като двукратен победител.

## Награди от конкурси
- Първо място в конкурс за студентско творчество – Бургас, 2004 г. в две категории – за поезия и проза.
- Второ място в конкурса „Радецки – Вчера! Днес… Утре?“, 2006 г. в категория „Поезия“ и второ място в категория „Проза“.
- В различни години, включително и 2009 г. награди в категориите за поезия и проза в конкурса „Моят град – минало, настояще, бъдеще“, гр. Айтос.